# بایگانی جهانی شمالگان
بایگانی جهانی شمالگان (انگلیسی: Arctic World Archive) یک مرکز برای حفظ و نگهداری داده‌ها است که در مجمع‌الجزایر سوالبار از جزیره اسپیتس‌برگن نروژ و در فاصلهٔ ۹۷۰ کیلومتر (۶۰۰ مایل) قطب شمال و در فاصله‌ای نه چندان دور از خزانه جهانی بذر سوالبارد واقع شده است. این داده‌ها شامل اطلاعات تاریخی و فرهنگی از چندین کشور، و همچنین تمامی کدهای منبع باز شرکت چندملیتی آمریکایی گیت‌هاب است که در یک انبار فولادی بزرگ و عمیق جای دارد و انتظار می‌رود ذخیره‌سازی داده‌ها بین ۵۰۰ تا ۱۰۰۰ سال دوام داشته باشد. بایگانی جهانی شمالگان را یک شرکت خصوصی با همکاری شرکت دولتی استخراج زغال‌سنگ نروژ اداره می‌کند.
داده‌ها به‌صورت آنلاین و آفلاین بر روی فیلم‌های دیجیتالی ذخیره شده و گفته می‌شود عمرشان دستکم ۵۰۰ است. این فیلم‌ها از پلی‌استر و کریستال‌های هالیدهای نقره ساخته شده که پودر آهن اکسید پوشانده شده و دوام‌شان بین ۵۰۰ تا ۲۰۰۰ است به شرطی که در شرایط بهینه نگهداری شوند.
با درک اینکه مردم در آینده بسیار دور ممکن است آنچه را که در خزانه می‌یابند، درک نکنند، نوعی «سنگ روزتا» برای کمک به رمزگشایی داده‌ها، در قالب راهنمای تفسیر آرشیو، ابداع شده‌است. راهنماها همه با چشم و پس از بزرگنمایی قابل خواندن هستند و به زبان‌های انگلیسی، عربی، اسپانیایی، چینی و هندی نوشته شده‌اند.
به دلیل آب و هوای قطبی جزیره و یخبندان دائمی، حتی اگر برق تأسیسات قطع شود، دمای داخل خزانه زیر نقطه انجماد باقی می‌ماند، دمایی که آنچنان سرد است که محتویات خزانه را برای چندین دهه یا بیشتر حفظ می‌کند. این خزانه بین ۱۵۰ متر (۴۹۰ فوت) تا ۳۰۰ (۹۸۰ فوت) زیر خاک منجمد واقع شده‌است. محل قرارگیری این خزانه چنان عمیق است که حتی از آسیب‌های ناشی از جنگ‌افزارهای هسته‌ای و پالس‌های الکترومغناطیسی در امان است.